# Geert
Geert ist ein männlicher, seltener auch weiblicher Vorname.

## Herkunft und Bedeutung
Geert ist eine niederdeutsche und niederländische zusammengezogene Form von Gerhart.

## Namensträger
- Geert-Hinrich Ahrens (* 1934), deutscher Rechtsanwalt und Diplomat
- Geert Adriaans Boomgaard (1788–1899), erster bekannter Supercentenarian
- Geert Bourgeois (* 1951), belgischer Rechtsanwalt und Politiker (N-VA)
- Geert Cirkel (* 1978), niederländischer Ruderer
- Geert de Jong (* 1951), niederländische Schauspielerin
- Geert De Vlieger (* 1971), belgischer Fußballspieler
- Geert Groote (1340–1384), niederländischer Theologe und Bußprediger
- Geert Hammink (* 1969), niederländischer Basketballspieler
- Geert Hofstede (1928–2020), niederländischer Kulturwissenschaftler
- Geert Marinus Holbek (1826–1910), dänischer Generalmajor
- Geert Jansen (* 1946), niederländischer Politiker
- Geert-Jan Jonkman (* 1984), niederländischer Straßenradrennfahrer
- Geert Keil (* 1963), deutscher Philosoph
- Geert van Keulen (* 1943), niederländischer Komponist, Dirigent, Klarinettist und Musikpädagoge
- Geert Lovink (* 1959), niederländisch-australischer Medienwissenschaftler
- Geert Mackenroth (* 1950), deutscher Jurist und Politiker (CDU)
- Geert Mak (* 1946), niederländischer Schriftsteller
- Geert Müller-Gerbes (1937–2020), deutscher Journalist und Fernsehmoderator
- Geert Omloop (* 1974), belgischer Radrennfahrer
- Geert Reuten (1946–2025), niederländischer Politiker und Wirtschaftswissenschaftler
- Geert Ruygers (1911–1970), niederländischer Politiker und Journalist
- Geert Edgar Schlubach (1909–2003), deutscher Architekt, Bühnenbildner und Collagenkünstler
- Geert Seelig (1864–1934), deutscher Jurist und Autor
- Geert Steurs (* 1981), belgischer Radrennfahrer
- Geert Van Bondt (* 1970), belgischer Radrennfahrer
- Geert Van der Stricht (* 1972), belgischer Schachspieler
- Geert Verheyen (* 1973), belgischer Radrennfahrer
- Geert Wellens (* 1983), belgischer Cyclocrossfahrer
- Geert Wilders (* 1963), niederländischer Politiker